# Egyptian Premier League 1957/58
Die Egyptian Premier League 1957/58 war die 8. Saison der Egyptian Premier League, der höchsten ägyptischen Meisterschaft im Fußball. Meister wurde zum achten Mal in Folge al Ahly Kairo; al-Masry, al-Ittihad Al-Sakndary, El Mansoura SC, Ismaily SC, Suez El-Riyadi und Maleyat Kafr El-Zayat stiegen ab. Neu in der Liga waren Maleyat Kafr El-Zayat und Ittihad Suez.

## Teilnehmende Mannschaften
Folgende 16 Mannschaften nahmen in der Saison 1957/58 an der Egyptian Premier League teil:
| Mannschaft             | Ort                       | Stadion                             | Kapazität     |
| ---------------------- | ------------------------- | ----------------------------------- | ------------- |
| al Ahly Kairo          | Kairo                     | Cairo International Stadium         | 74.100        |
| al-Ittihad Al-Sakndary | Alexandria                | Alexandria Stadium                  | 13.660        |
| al-Masry               | Port Said                 | Port-Said-Stadion                   | 22.000        |
| Al-Sekka Al-Hadid      | Kairo                     | Sekka El Hadeed-Stadion             | 25.000        |
| Al Teram               | Alexandria                |                                     |               |
| al Zamalek SC          | Gizeh                     | Cairo International Stadium         | 74,100        |
| El Mansoura SC         | al-Mansura                | El Mansoura Stadium                 | 20.000        |
| El-Olympi              | Alexandria                | Alexandria Stadium                  | 13.660        |
| Ghazl El Mahallah SC   | al-Mahalla al-Kubra       | El Mahalla Stadium                  | 20.000        |
| Ismaily SC             | Ismailia                  | Ismailia Stadium                    | 18.525        |
| Maleyat Kafr El-Zayat  | Gouvernement al-Gharbiyya |                                     |               |
| Ittihad Suez           | Sues                      | Suez Stadium                        | 27.000        |
| Olympic El Qanah FC    | Ismailia                  | Ismailia Stadium Suez Canal Stadium | 18.525 10.000 |
| Suez El-Riyadi         | Sues                      | Suez Stadium                        | 27.000        |
| Tanta FC               | Tanta                     | Tanta Stadium                       | 20.000        |
| Tersana SC             | Gizeh                     | Mit Okba Stadium                    | 15.000        |

## Modus
Die 16 Mannschaften wurden auf zwei Gruppen mit je acht Mannschaften aufgeteilt, die je zweimal gegeneinander spielten. Die beiden Gruppensieger ermittelten in Hin- und Rückspiel den Meister.

## Tabelle

### Gruppe 1
| Pl.             | Verein                 | Sp. | S  | U | N | Tore    | Diff. | Punkte |
| --------------- | ---------------------- | --- | -- | - | - | ------- | ----- | ------ |
| 1.              | al Ahly Kairo (M)      | 14  | 10 | 1 | 3 | 045:160 | +29   | 21:70  |
| 2.              | Tersana SC             | 14  | 7  | 3 | 4 | 036:180 | +18   | 17:11  |
| 3.              | Al Teram               | 14  | 7  | 3 | 4 | 016:150 | +1    | 17:11  |
| 4.              | Ittihad Suez (N)       | 14  | 6  | 2 | 6 | 017:190 | −2    | 14:14  |
| 5.              | al-Masry               | 14  | 5  | 4 | 5 | 014:150 | −1    | 14:14  |
| 6.              | al-Ittihad Al-Sakndary | 14  | 4  | 3 | 7 | 013:300 | −17   | 11:17  |
| 7.              | El Mansoura SC         | 14  | 3  | 4 | 7 | 010:230 | −13   | 10:18  |
| 8.              | Ismaily SC             | 14  | 1  | 6 | 7 | 016:310 | −15   | 08:20  |
| Stand: Endstand |                        |     |    |   |   |         |       |        |

| (M) | Amtierender Meister |
| (N) | Neuaufsteiger       |

### Gruppe 2
| Pl.             | Verein                    | Sp. | S  | U | N  | Tore    | Diff. | Punkte |
| --------------- | ------------------------- | --- | -- | - | -- | ------- | ----- | ------ |
| 1.              | al Zamalek SC (C)         | 14  | 12 | 2 | 0  | 034:900 | +25   | 26:20  |
| 2.              | El-Olympi                 | 14  | 8  | 2 | 4  | 027:150 | +12   | 18:10  |
| 3.              | Al-Sekka Al-Hadid         | 14  | 6  | 4 | 4  | 014:140 | ±0    | 16:12  |
| 4.              | Olympic El Qanah FC       | 14  | 5  | 5 | 4  | 016:140 | +2    | 15:13  |
| 5.              | Suez El-Riyadi            | 14  | 4  | 5 | 5  | 022:220 | ±0    | 13:15  |
| 6.              | Tanta FC                  | 14  | 4  | 4 | 6  | 021:270 | −6    | 12:16  |
| 7.              | Ghazl El Mahallah SC      | 14  | 2  | 4 | 8  | 011:200 | −9    | 08:20  |
| 8.              | Maleyat Kafr El-Zayat (N) | 14  | 0  | 4 | 10 | 009:330 | −24   | 04:24  |
| Stand: Endstand |                           |     |    |   |    |         |       |        |

| (C) | Amtierender Pokalsieger |
| (N) | Neuaufsteiger           |

### Play-off
| Pl.             | Verein            | Sp. | S | U | N | Tore    | Diff. | Punkte |
| --------------- | ----------------- | --- | - | - | - | ------- | ----- | ------ |
| 1.              | al Ahly Kairo (M) | 2   | 1 | 1 | 0 | 004:200 | +2    | 03:10  |
| 2.              | al Zamalek SC (C) | 2   | 0 | 1 | 1 | 002:400 | −2    | 01:30  |
| Stand: Endstand |                   |     |   |   |   |         |       |        |

| (M) | Amtierender Meister     |
| (C) | Amtierender Pokalsieger |

|               | Gesamt |               | Hinspiel | Rückspiel |
| ------------- | ------ | ------------- | -------- | --------- |
| al Ahly Kairo | 4:2    | al Zamalek SC | 1:1      | 3:1       |